# Міркування
Міркування — зіставлення думок, пов'язання їх задля відповідних висновків, логічне мислення. Можна розглядати міркування як аналіз і синтез даних, та їхню оцінку. Хоча знання фактів і є точкою відліку у вивченні суспільних наук, людина також повинна мати здатність до логічного мислення-міркування, адже саме міркування наповнює факти, проблеми і поняття змістом: міркуючи над засвоєним знанням, людина приходить до повнішого розуміння предмета. Міркування є також предметом логіки, яка вказує нам правила, закони або норми, яким повинне підкорятися наше мислення для того, щоб бути істинним.
Логічне мислення — здатність мислити точно й послідовно, не допускаючи протиріч в своїх міркуваннях, та вміння викривати логічні помилки. Ці якості мислення мають велике значення в будь-якій області наукової та практичної діяльності, у тому числі і в роботі юриста, яка потребує точності мислення, обґрунтованості висновків. Міркування, в яких відсутня строга логіка, а натомість присутні непослідовність і протиріччя, ускладнюють справу, — і можуть стати причиною судової помилки.

## Правильність міркування
Істинними є думки, які в принципі, загалом, відповідають дійсності за своїм змістом. У формальній логіці абстрагуються від проблеми відносності істини й розглядають думки як такі, за якими закріплене одне і лише одне логічне значення — або істина, або хиба.
Правильне міркування — міркування, в якому одні думки (висновки) з необхідністю випливають з інших думок (засновків).
Логічна правильність міркування це умова істинності думання, в якому одні думки (висновки) з необхідністю випливають з інших думок. Закон мислення, чи логічний закон — це необхідний, суттєвий зв'язок думок в процесі міркування. Слід розрізняти формально-логічні і діалектичні закони.

## Правила побудови міркувань
Метою пізнання є одержання істинних знань. Для того, щоб одержати такі знання за допомогою міркувань, треба, по-перше, мати істинні засновки, а по-друге, правильно їх поєднувати, міркувати за законами логіки. При використанні хибних засновків припускаються фактичних помилок, а при порушенні законів логіки, правил побудови міркувань роблять логічні помилки. Фактичних помилок, як і логічних, певна річ, треба уникати, що не завжди вдається. Що ж до логічних, то людина високої інтелектуальної культури може уникнути цих помилок, оскільки давно вже сформульовано основні закони логічно правильного мислення, правила побудови міркувань і навіть осмислено типові помилки в міркуваннях.
Як граматика вивчає форми слів та їхніх поєдок. Це міркувнань у речення, абстрагуючись від конкретного змісту мовних виразів, так і логіка досліджує форми думок та їхніх поєднань, відволікаючись від конкретного змісту цих думок.
Щоб виявити форму думки чи міркування, їх необхідно формалізувати.
Формалізація — побудова моделі, в якій змістовним думкам і міркуванням відповідають формальні аналоги.
Формалізація дає змогу виявити загальні структури думок, сформулювати на цій основі загальні закони і правила міркування, завдяки чому можна змінити будь-яке змістовне міркування, фрагмент тексту чи й цілий текст відповідною системою формул.

## Основні форми міркування
Основні форми абстрактного міркування — поняття, судження і умовивід.
Виділяючи певну сукупність загальних, суттєвих властивостей, чи прикмет, ми створюємо поняття предмету (Поняття А складає сукупність ознак а, в, с і т. д., які зв'язані певним чином). Таким чином, різні предмети відображаються в мисленні однаково — як певний зв'язок їхніх суттєвих ознак, тобто у формі поняття.
В формі суджень відображаються зв'язки між предметами і їхніми властивостями. Цей зв'язок виражається у формі ствердження чи заперечення. Будь-який тип судження складає схему S — P, де S (суб'єкт; поняття про предмет судження) і Р (предикат; поняття про прикмету), а знак «—» зв'язка між ними.

## Структура міркування
Складові міркування:
- тлумачення,
- застосування,
- аналіз,
- синтез і оцінка знання.

Людина з уже сформованими навичками правильного міркування повинна уміти правильно організовувати дані, вибирати і застосовувати придатні методи аналізу, оцінки і синтезу, повинна знаходити зв'язок між фактами й узагальненнями, загальноприйнятими цінностями й особистими думками. Здібності і навички міркувати також містять у собі пошук, класифікацію і використання знань при пошуку вирішення проблем. Людині необхідно ставити релевантні питання.
Ці питання традиційні: хто? що? де? коли? і чому? Будь-хто з навичками сформованого логічного міркування, використовує також і критичне мислення, і розумові здібності для оцінки даних. Ці навички мислення і розумові здібності містять у собі порівняння і протиставлення, причинно-наслідкові зв'язки, розробку альтернативних рішень, демонстрацію зв'язку між поняттями, визначення головного, відділення фактів від думок, виявлення несумісних понять, уміння поставити себе на місце іншого. Ці уміння показують не тільки те, що та чи інша людина знає, але і подають додаткову інформацію про її внутрішній світ. Люди, що володіють цими якостями, здатні самостійно приймати рішення зі складних питань.

### Види суджень
Вже на цьому рівні можна виділити такі види суджень:
- атрибутивне — говориться про наявність чи відсутність у предмета певної ознаки;

- судження з відношенням — порівнюються предмети та явища за ознаками;

- екзистенційне — про наявність або відсутність предмета як такого;

У живій мові судження виражається розповідним реченням або словосполученням. Запитальні речення (крім риторичних), а також речення з одного слова на кшталт «Вечоріло», «Холоднішало» не є судженнями, бо вони не несуть у собі розгорнутого стверджувального змістовного навантаження.
Відзначимо, що найважливішою характеристикою судження є його істинність або хибність — тобто правдивість або неправдивість віддзеркалення дійсності. На відміну від судження, поняття не має такої характеристики. Істинність або хибність судження є об'єктивною ознакою — воно не залежить від нашого ставлення і знання ознак предмету. Відзначимо, що істинність судження завжди є конкретною — вона залежить від певного контексту, ситуації, часу. Істинним є, за певних обставин скажімо, такі судження «Студент вищого навчального закладу є ерудованою людиною», «Ніч (певна) місячна», «У (земній) добі не 25 годин».

### Простий категоричний силогізм (структура, загальні правила)
Широко розповсюдженим видом опосередкованих умовиводів є простий категоричний силогізм — який містить три категоричних судження — два засновки і висновок.
Поняття, які входять в силогізм є термінами силогізму. Розрізняють три терміни силогізму: менший, більший і середній.
Менший термін — це поняття, яке у висновку стає суб'єктом; більшим терміном є поняття, яке у висновку стає предикатом. Це крайні терміни і відповідно позначаються: менший — S, більший — Р. S — міститься у меншому засновку, Р — у більшому. Середній термін це поняття, яке входить в засновки, але відсутнє у висновку — позначається латинською буквою М (medin).
Звинувачений (М) має право на захист (Р).
Отже, простий категоричний силогізм — це умовивід про відношення двох крайніх термінів на основі їхнього відношення до середнього терміну. Логічний перехід від засновків до висновку в категоричному силогізмі базується на аксіомі силогізму: все, що стверджується чи заперечується відносно всіх предметів усякого класу, стверджується або заперечується відносно кожного предмету і будь-якої частини предметів цього класу.
Загальні правила категоричного силогізму:
І. Правила термінів:
- в силогізмі повинно бути тільки три терміни;

- середній термін повинен бути розподілений хоча би в одному з засновків (інакше зв'язок між крайніми термінами залишається невизначеним).

(М-) — Р
S — (M -)
- термін не розподілений в засновку, не може бути розподілений і в висновку:

### Простий категоричний силогізм (фігури і модуси, правила фігур)
Загальні правила категоричного силогізму:
І. Правила термінів:
1) в силогізмі повинно бути тільки три терміни;
2) середній термін повинен бути розподілений хоча би в одному з засновків (інакше зв'язок між крайніми термінами залишається невизначеним).
(М-) — Р
S — (M -)
3) термін не розподілений в засновку, не може бути розподілений і в висновку:
М)
М — (S-)
(S-) — (P+).
II. Правила засновків:
1) хоча би один із засновків повинен бути ствердним судженням (з двох заперечних висновок з необхідністю не слідує)
М — Р
S — M
--//-- .
2) якщо б один із засновків — заперечне судження, то і висновок повинен бути заперечним.
3) хоча б один із засновків повинен бути загальним судженням (з двох часткових суджень висновок не слідує з необхідністю).
4) якщо один із засновків часткове судження, то і висновок буде частковим
(М+) — (Р-)
(S-) — (М-)
(S-) — (P-).

### Спростування, його структура та способи
Доказ тісно пов'язаний із спростуванням. Досить часто ми не тільки доводимо істинність висунутої тези, але одночасно й спростовуємо якесь інше положення, котре ми вважаємо хибним.
Спростуванням називається процес мислення, за допомогою якого доводиться хибність якогось положення або неспроможність доведення в цілому.
Спростування може бути спрямоване проти тези, проти аргументів або проти способу доведення (міркування). Згідно з цим розрізняють такі способи спростування:
- спростування тези;
- спростування аргументів;
- спростування зв'язку тези з аргументами.

### Спростування тези
Спростування, спрямоване безпосередньо проти тези, можна досягти різним шляхом.
- Теза може бути спростована за допомогою доведення істинності нової тези, котра суперечить спростовуваній.

Цей спосіб спростування ґрунтується на законі виключеного третього, за яким два протилежні судження не можуть бути одночасно істинними, одне з них обов'язково хибне. Варто тільки в суперечці чи дискусії довести, що істинною є нова теза, що заперечує спростовуваній, і остання буде спростована.
- Теза може бути спростована завдяки виведенню з неї висновків, що суперечать дійсності, тобто приведенням тези до абсурду (безглуздості).

Спростування в таких випадках відбувається так. Припустімо, що спростовувана теза є істинною. Але, якщо теза є істинною, то й висновок, виведений з такої тези, як із основи, також має бути істинним. Якщо виявиться, що виведений з тези висновок є хибним, то за правилами умовно-категоричного силогізму доходять висновку про хибність і самої основи спростовуваної тези.

### Спростування аргументів
Спростування досить часто спрямоване безпосередньо не проти тези, а проти аргументів. Аргументи, як і теза, можуть бути спростовані різними способами.
- Шляхом доведення хибності аргументів.

Якщо в ході спростування буде встановлено, що аргументи, за допомогою котрих обґрунтовується теза, є хибними, то тим самим буде доведено, що спростовувана теза не обґрунтована. Наприклад, доводиться теза про те, що «Потерпіла Л. була психічно хвора» таким чином: «Усі самовбивці—психічно хворі. Л. заподіяла собі смерть. Отже, Л. була психічно хворою». Це доведення можна спростувати встановленням того, що більший засновок у ньому («Усі самовбивці — психічно хворі») є хибним.
- Встановленням того, що аргументи, за допомогою котрих обґрунтовується висунута теза, є для тези недостатні.

Якщо буде доведено, що наведені аргументи для висунутої тези недостатні, то теза вважається необґрунтованою. У таких випадках протилежна сторона має навести для своєї тези нові, додаткові аргументи. Цей спосіб спростування широко використовується в судовій практиці, зокрема, коли обґрунтування винності обвинувачуваного ведеться за допомогою побічних доказів.
- Аргументи можуть бути спростовані встановленням того, що вони самі є ще не доведеними.

Якщо в процесі спростування буде доведено, що аргументи, за допомогою котрих обґрунтовується теза, самі потребують доведення істинності, то доведення вважається спростованим, а висунута теза визнається необґрунтованою.

У судовій практиці доказ вважається спростованим, якщо встановлено, що висновки у справі ґрунтуються не на достовірно відомих фактах, а на передбаченнях, тобто таких судженнях, істинність котрих не доведена.
- Аргументи можна спростувати, встановивши, що джерело фактів, за допомогою яких обґрунтовується висунута теза, є неякісним.

У судовій практиці такий спосіб спростування спрямований на те, щоб довести неякісність показань того чи іншого свідка, потерпілого, обвинувачуваного, висновку експерта. Якщо установлено, що показання свідка чи іншої особи є неякісне, таке, котрому не можна вірити, то це означає, що показання свідка і факти, повідомлені ним, не можуть бути взяті за основу висновку у справі.

### Спростування зв'язку тези з аргументом
Суть цього способу спростування полягає в доведенні неспроможності демонстрації.

Виявлення неспроможності демонстрації полягає в тому, що виявляються помилки у формі самого доведення, тобто теза доведена з порушенням правил умовиводу. Виявивши такі помилки у процесі демонстрації, ми спростовуємо її проведення (але не саму тезу).